# Kerti kakukkfű
A kerti kakukkfű (Thymus vulgaris) a kakukkfű (Thymus) növénynemzetségbe tartozó növényfaj, melyet a kakukkfüvek közül a leggyakrabban használnak fűszerként.

## Elnevezése
Magyarul hívják még pecsenyefűnek is; ez a név utal arra, hogy fűszernövényként többek között húsok ízesítésére használják. Vörös Éva művében az alábbi elnevezéseket találjuk: balzsamfű, démutka, kakukkfű, kerti démutka, kerti kakukkfű, kerti tömjénfű, magas kakukkfű, méhek füve, méhfű, mézfű, olasz kakukkfű, római kakukkfű, serkentő vérhozófű, tömjénfű, vérhozófű.

## Elterjedése
A Mediterráneumban az Ibériai-félszigeten, Dél-Franciaországban, Nyugat- és Dél-Olaszországban, illetve Görögországban őshonos, de termesztése folytán ma már Európa egyéb részein és Észak-Amerikában is elterjedt. Magyarországon idegenhonos növénynek számít.

## Megjelenése
20–50 cm magas, mintegy 25 cm széles félcserje. A Magyarországon vadon élő más kakukkfű-fajoktól abban különbözik, hogy levelének széle visszagöngyölt, fonáka pedig molyhos. Levelének alakja lándzsás, levéllemeze 3–8 mm hosszú és 0,5–2,5 mm széles. Virágai fehérek vagy kissé rózsaszínesek.

## Életmódja, előfordulása

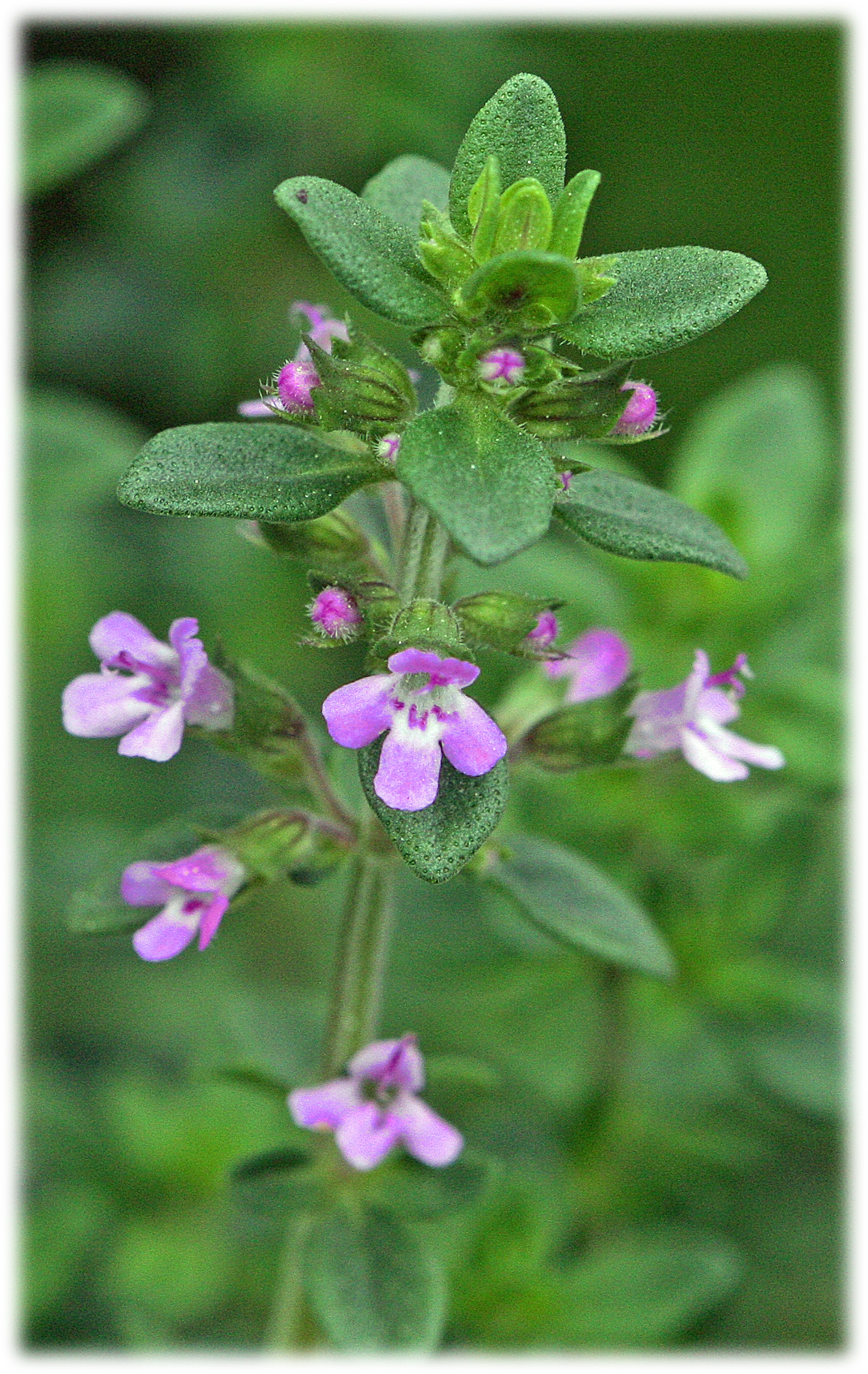
A Thymus vulgaris fiatal hajtása

Magyarországon júliustól augusztusig virágzó, kertekben termesztett növény, de néha elvadul. A napfényes helyeket kedveli. Fagytűrő, de a -18 °C alatti hőmérsékletet hosszabb távon nem viseli el.

## Felhasználása

### Gyógynövény
Gyógyászati felhasználásához a növény nem fásodott, virágzó hajtása szolgáltatja a Thymi herba nevű drogot, mely cserzőanyagot, keserűanyagot, gyantát és 1–2,5% illóolajat tartalmaz. A kakukkfűolaj szintén drognak számít, neve Thymi aetheroleum, fő összetevője a timol nevű vegyület, amit ebből az illóolajból kinyerve ismert meg a tudomány. A timol fontos gyógyszeralapanyag.

### Fűszernövény
Fűszerként szintén a növény leveleit és virágos hajtásait használják fel különféle húsok, mártások, saláták, tészták, levesek ízesítésére, de fűszervajat, túrót, sajtot, tojást, illetve likőröket (például a benediktinert) is ízesítenek vele. A hagyományos angol párolt vadnyúl fűszere.

### Dísznövény
Az alábbi fajták ismertebbek:
- Th. vulgaris 'Argenteus' – leveleinek széle ezüstös; cserépben is tartható fajta.[1]
- Th. vulgaris 'Aureus' – levelei aranysárgák, virágai pirosak.[1]
- Th. vulgaris 'Compactus' – hajtásai alacsony és sűrű párnát képeznek, levelei szürkészöldek.[1]
- Th. vulgaris 'Erectus' – felálló szárú fajta; szálas levelei szürkészöldek, nagyon illatosak, virágai fehéresek.[1]
- Th. vulgaris 'Silver Posie' – leveleinek széle fehér, virágai halvány lilás rózsaszínűek.[1]

### Mézelő növény
A méhek kedvelik virágait. A mediterrán térségben híres a szicíliai kakukkfűméz.

## Kultúrában betöltött szerepe
Az ókori görögöknél egyfelől a vitézséget jelképezte, s virágát a harcba induló katonák ruhájára hímezték az asszonyok, másfelől templomokban a tömjénhez hasonlóan égették. Az idősebb Plinius füstölőszerként való használatát említi.